# Marie Dorval

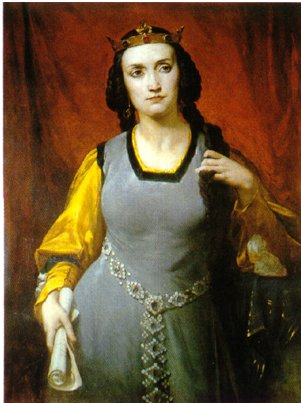
Marie Dorval, målad av Hippolyte Lazerges (1817–1887).

Merle Amelie Thérèse "Marie" Dorval (född Delauay), född 6 januari 1798, död 20 mars 1849, var en fransk skådespelare.
Dorval var från 1818 anställd vid Théâtre de la Porte-Saint-Martin i Paris, 1834–1843 vid Théâtre-Français, 1843–1845 vid Théâtre de l'Odéon och från 1845 åter vid Porte-Saint-Martin. Droval var romantikens starkaste kvinnliga temperament på fransk scen. Bland hennes roller märks Adèle i Antony, doña Sol i Hernani, Marion de Lorme, Catarina i Angelo samt Lucrèce i François Ponsards pjäs med samma namn.